# Фридрих III (Пфалц)
Вижте пояснителната страница за други личности с името Фридрих III.
Фридрих III Благочестиви (на немски: Friedrich III von der Pfalz, der Fromme; * 14 февруари 1515, Зимерн; † 24 или 26 октомври 1576, Хайделберг) от фамилията на Вителсбахите, е пфалцграф на Зимерн-Спонхайм от 1557 до 1559 г. като Фридрих II и курфюрст на Пфалц от 1559 до 1576 г.

## Живот
Той е най-възрастният син на пфалцграф Йохан II (1492 – 1557) и Беатрис фон Баден (1492 – 1535), дъщеря на маркграф Кристоф I фон Баден.
Фридрих получава добро образование. На 19 години участва успешно в Турската война.
Католикът Фридрих III се жени на 12 юни 1537 г. в Кройцнах за протестантката Мария фон Бранденбург-Кулмбах (1519 – 1567) от фамилията Хоенцолерн, дъщеря на маркграф Казимир фон Кулмбах и съпругата му принцеса Сузана Баварска (1502 – 1543). През 1546 г. той става протестант и поема управлението на франкските земи.
Фридрих III има голямо семейство и бил много беден. Съпругата му искала често финансова помощ от чичо си Албрехт Пруски. На 12 февруари 1559 г. Фридрих наследява умрелия бездетен курфюрст Отхайнрих от Пфалц (1556 – 1559), доведеният баща на Мария.
След смъртта на съпругата му Мария той се жени втори път на 25 април 1569 г. в Хайделберг за графиня Амалия фон Нойенар-Алпен (1539 – 1602), вдовица на граф Хайнрих фон Бредероде (1531 – 1568), дъщеря на граф Гумпрехт II фон Нойенар-Алпен. Бракът е бездетен.
Фридрих умира на 61-годишна възраст. Погребан е в църквата „Свети Дух“ (Heiliggeistkirche) в Хайделберг.

## Семейство
Фридрих III и Мария имат единадесет деца:
- Алберта (1538 – 1553)
- Лудвиг VI (1539 – 1583), курфюрст на Пфалц
- Елизабет (1540 – 1594)

∞ 1558 херцог Йохан Фридрих II от Саксония-Гота (1529 – 1595)
- Херман Лудвиг (1541 – 1556)
- Йохан Казимир (1543 – 1592), пфалцграф на Зимерн
- Доротея Сузана (1544 – 1592)

∞ 1560 херцог Йохан Вилхелм I от Саксония-Ваймар (1546 – 1547)
- Албрехт (1546 – 1547)
- Анна Елизабет (1549 – 1609)

∞ 1569 ландграф Филип II от Хесен-Рейнфелс (1541 – 1583)
∞ 1599 пфалцграф Йохан Аугуст от Велденц-Люцелщайн (1575 – 1611
- Христоф (1551 – 1574), убит в битката на Моокер Хайде
- Карл (1552 – 1555)
- Кунигунда Якобея (1556 – 1586)

∞ 1580 граф Йохан VI от Насау-Диленбург (1536 – 1606)